# Filantidina
La (+)-filantidina es un alcaloide derivado de la lisina y la fenilalanina tipo Securinega, aislado de Breynia coronata y Securinega suffruticosa. [α] 25D = -303.9  (c, 0.26 en cloroformo); UV: [neutral]λmax212 (log ε3.33) ;261 (log ε3.62) (MeOH)

## Derivados
| Nombre                                               | Estructura     | Fórmula molecular | CAS          | Masa molecular | Estado        | Fuente natural                                      | Otras propiedades                                                                                 |
| ---------------------------------------------------- | -------------- | ----------------- | ------------ | -------------- | ------------- | --------------------------------------------------- | ------------------------------------------------------------------------------------------------- |
| (-)-Filantidina                                      | Estereoisómero | C13H15NO3         | 38836-07-6   | 233.266        | PF = 170 °C   | Aislado de las raíces de Phyllanthus discoides      | [α]D = -450 (c, 0.33 en cloroformo) UV: [neutral]λmax258 (log ε4.2) (EtOH)                        |
| Secuamamida D (Filantidina B. 4α-Metoxifilantidina.) |                | C14H17NO4         | 1004529-78-5 | 263.115        | Sólido amorfo | Aislado de Securinega suffruticosa var. amamiensis. | [α]25D = -303.9 (c, 0.26 en cloroformo); UV: [neutral]λmax212 (log ε3.33) ;261 (log ε3.62) (MeOH) |